# European Coordination for Accelerator Research and Development
EuCARD (Европейская координационная программа развития исследований в области ускорителей) является проектом финансируемым из фондов 7-й Рамочной программы исследований Европейского сообщества. Проект продолжался с 1 апреля 2009 года по 30 марта 2013 года. Всего задействовано 37 партнеров из всех стран Европы. Координатором работ является ЦЕРН. Полный бюджет составил 31 млн €, в том числе 10 млн € от Фонда Европейского Сообщества (ЕС).

## Цель
Целью проекта EuCARD является создание европейского исследовательского региона в области теории и практики разработки ускорителей в форме распределённой по странам — участницам Европейской Лаборатории Ускорителей. Задачей создаваемой лаборатории является проведение новых приоритетных исследований путём существенного расширения европейской инфраструктуры исследований в области ускорителей и активизации сотрудничества исследовательских организаций и промышленных предприятий.

## Концепция
Европейская Стратегическая Группа экспертов по вопросам исследований элементарных частиц определила основные приоритетные направления развития исследований, определяющие прогресс в физике и технике ускорителей. К таким направлениям относятся, в частности, разработка сверхмощных магнитов, сверхпроводящих материалов и т. д. Раблта является продолжением проекта САRE. Партнеры по EuCARD продолжают сбор и анализ экспертной информации, способствующей развитию европейской инфраструктуры для исследований в области создания новых ускорителей.

## Развитие исследований
Фундаментальными задачами в разработке ускорителей являются формирование пучка частиц, повышение его концентрации и ускорение частиц. Знание способа решения задач определяет способ их технической реализации. В настоящее время, реализация многих важных решений затруднена технологическими ограничениями (в частности, отсутствием материалов с необходимыми свойствами, а также соответствующих элементов и устройств). Заданием EuCARD как международного проекта является преодоление имеющихся технологических барьеров.
Формирование и сжатие пучков частиц осуществляется с помощью магнитов на сверхпроводниках, создающих магнитные поля высокой напряженности. Современная технология сверхпроводников позволяет создавать магниты с напряжённостью поля до 10 Тесла. Проект EuCARD предусматривает изучение и тестирование нового материала Nb3Snen, способного повысить напряженность поля до 13-15 Тесла. Ожидается, что такие магниты с вкладками из низкотемпературных сверхпроводящих материалов позволят получить поля с напряжённостью порядка 20 Тесла. Такие вкладки должны выдерживать воздействие больших сил, создаваемых сильными магнитными полями, однако высокая хрупкость низкотемпературных сверхпроводников делает сложным их использование в новых магнитах с исполтзованием существующих материалов.
Развитие ускорителей создаёт возможность повышения мощности и напряжения пучков частиц. Коллиматоры, отвечающие также и за безопасность ускорителя, должны иметь высокое качество и устойчиво работать в трудных условиях. Проект EuCARD предусматривает развитие и создание прототипов новых коллиматоров, а также ряда новых материалов для их реализации.
Общепринятой точкой зрения стало то, что следующим поколением ускорителей будут линейные ускорители, обеспечивающие меньшие потери энергии, чем кольцевые ускорители, в которых происходит искривление траектории заряженных частиц. В линейных ускорителях — как в обычных, так и сверхпроводящих — основной задачей является ускорение и стабилизация пучка. Проект EuCARD участвует также и в этих исследованиях, используя и развивая ранее полученные в этой области результаты, размещенные в глобальной экспертной сети.
Проект EuCARD предусматривает также исследование новых методов ускорения частиц, в частности, плазменных и лазерных.

## Сети и над-национальные контакты
Научные сети проекта EuCARD предлагают общую платформу, в рамках которой инженеры и учёные из разных областей могут обмениваться опытом, сопоставлять результаты исследований, экспериментировать с новыми идеями и организовывать взаимное сотрудничество. Основное внимание в сетях сосредоточено на физике нейтрино, улучшении параметров ускорителей и поглотителей, радио-технологии, распространении полученных научных результатов, а также популяризации науки.
Распределённую сетевую организацию работ предполагается использовать в проекте также при создании двух новых ускорителей проведения исследований учёными и техническими специалистами Европейского Сообщества (МICE — мюонного кольцевого ускорителя, и HiRadMat, тестирующей станции импульсных пучков частиц).

## Список участников
- ЦЕРН (координатор)
- Austrian Research Centers GmbH (ARC)
- Берлинский центр материалов и энергии имени Гельмгольца[1] (HZB)
- Институт ядерной физики СО РАН[2] (BINP)
- Комиссариат атомной энергетики[3] (CEA)
- Centro de Investigaciones Energéticas, Medioambientales y Tecnológicas (CIEMAT)
- Национальный центр научных исследований[4] (CNRS)
- Columbus Superconductors SpA (COLUMBUS)
- Instituto de Fisica Corpuscular (Consejo Superior de Investigaciones Cientificas — Universitat de València) (CSIC)
- DESY
- Bruker HTS GmbH (BHTS)
- Федеральная политехническая школа Лозанны[5] (EPFL)
- Forschungszentrum Dresden-Rossendorf E.V. (FZD)
- Forschungszentrum Karlsruhe GmbH (FZK)
- Институт тяжёлых ионов[6] (GSI)
- The Henryk Niewodniczanski Institute of Nuclear Physics Polish Academy of Sciences (IFJ PAN)
- Istituto Nazionale di Fisica Nucleare (INFN)
- The Andrzej Soltan Institute for nuclear studies in Swierk (IPJ)
- Politecnico di Torino (POLITO)
- Paul Scherrer Institut (PSI)
- Вроцлавский политехнический университет[7] (PWR)
- Royal Holloway University of London (RHUL)
- Курчатовский институт
- Саутгемптонский университет[8] (SOTON)
- Science and Technology Facilities Council (STFC)
- Лодзинский технический университет
- Tampere University of Technology[9] (TUT)
- Хельсинкский университет
- Университет Гренобль 1
- University of Lancaster — Cockcroft Institute (ULANC)
- Мальтийский университет
- Университет Женевы
- Манчестерский университет[10] — Cockcroft Institute (UNIMAN)
- The Chancellor, Masters and Scholars of the University of Oxford (UOXF-DL)
- Ростокский университет
- Уппсальский университет
- Варшавский политехнический университет

## Другие проекты
EuCARD связан с иными европейскими проектами в области ускорителей. 30 апреля 2013 года начался новый проект EuCARD 2.